# Нифонт (митрополит Галицкий)
Митрополит Нифонт — епископ Константинопольской православной церкви, митрополит Галицкий (1303—1307).
До 1303 года был епископом. В начале второго правления патриарха Афанасия I (1303—1309), при императоре Андронике II, Константинопольский патриархат возвёл галицкого епископа в статус митрополита с поручением ему епископов Холма, Турова, Перемышля, Владимира и Луцка. В Notitia episcopatum Андроника II митрополит Галицкий указан на 81 месте среди других митрополитов.
Имя Нифонта как первого митрополита Галицкого упоминается в послании польского короля Казимира, написанном патриарху Филофею в 1370 году.
После смерти Нифонта кандидатом на галичскую митрополичью кафедру был предложен игумен Ратьского монастыря Петр, утверждённый патриархом Афанасием и его синодом в мае-июне 1308 года.